# Cordana lithuanica
Cordana lithuanica är en svampart som beskrevs av Markovsk. 2003. Cordana lithuanica ingår i släktet Cordana, divisionen sporsäcksvampar och riket svampar.   Inga underarter finns listade i Catalogue of Life.